# Лэнг, Дэвид (офицер)
Дэ́вид Лэнг (англ. David Lang, 9 мая 1838 — 13 декабря 1917) — американский землемер, офицер армии Конфедерации во время Гражданской войны в США, участник битвы при Геттисберге в роли командира бригады. Также служил гражданским инженером и политиком во Флориде.

## Ранние годы
Лэнг родился в округе Кэмден в Джорджии. Он учился в Военном Институте Джорджии в городе Мариетта, который окончил в 1857 году 4-м из класса в 16 кадетов. Он переехал в округ Сувонни во Флориде, где стал землемером.

## Гражданская война
После сецессии Флориды и начала гражданской войны Лэнг вступил рядовым в армию Конфедерации. 2 апреля 1861 года он вступил в ряды роты «Н» 1-го флоридского пехотного полка. Примерно через месяц он стал сержантом. В апреле 1862 года срок его службы истек, поэтому 8 мая Лэнг вступил в 8-й флоридский пехотный полк был назначен капитаном роты «С». В сентябре он был ранен в сражении при Энтитеме (где полк сражался в составе бригады Роджера Приора), и затем ещё раз в декабре в сражении при Фредериксберге. Под Фредериксбергом его полк стоял в самом городе, препятствуя федералам навести понтонный мосты через Раппаханок. Во время обстрела города снаряд попал в дымоход дома, и Лэнг был ранен в голову обломками кирпича.
Во время выздоровления он получил повышение до полковника 8-го флоридского полка — это произошло 30 апреля 1863 года. В мае он принял участие в сражении при Чанселорсвилле в составе флоридской бригады Эдварда Перри. После сражения Перри заболел тифом и Лэнг принял командование бригадой. Эта бригада к началу Геттисбергской кампании состояла из трех флоридских полков:
- 2-й Флоридский пехотный полк: май. Вальтер Мур
- 5-й Флоридский пехотный полк: кап. Ричмонд Гарднер
- 8-й Флоридский пехотный полк: подп. Уильям Байя

1 июля бригада шла в арьергарде дивизии Андерсона и появилась у Геттисберга только вечером. Утром 2 июля Лэнгу было приказано занять позицию на правом фланге дивизии, левее бригады Уилкокса. В 17:00 Андерсон приказал ему начать наступление сразу вслед за Уилкоксом, и в 18:00 обе бригады начали наступление, разбив в итоге федеральную бригаду Джозефа Карра и захватив 6 орудий батареи Тернбалла. Бригада Лэнга сделала остановку для наведения порядка в рядах, и в этот момент начала отступать бригада Уилкокса, что угрожало Лэнгу ударом во фланг, поэтому он тоже начал отступать. Во время этого отступления был убит знаменосец 8-го флоридского полка и знамя полка попало к северянам. Его нашел сержант Томас Хоган и доставил генералу Хэмфрису, за что был награждён.
Бригада потеряла 300 человек — почти 40 % своего состава. Её отступление в свою очередь открыло фланг успешно наступавшей бригаде Эмброуза Райта и не позволило Райту удержать захваченную позицию на Семинарском хребте.
3 июля поредевшая бригада Лэнга по неизвестной причине была передана под контроль Уилкокса и ей было поручено прикрывать фланг наступающей дивизии Пикетта во время «атаки Пикетта». Однако, Уилкокс двинул свои полки вперед только после того, как люди Пикетта начали отступать, и флоридцы Лэнга попали под огонь бригады Стеннарда и отступили, потеряв 150 человек. В целом Лэнг показал себя компетентным командиром, однако после выздоровления Перри ему вернули бригаду, а Лэнг снова стал полковым командиром.
В должности командира 8-го флоридского полка Лэнг прошел кампанию Бристо и участвовал в сражении при Майн-Ран. Участвовал в Оверлендской кампании и временно командовал бригадой во время сражения при Колд-Харбор. Он окончательно стал командиром бригады (в составе дивизии Махоуна) уже в самом конце войны, 6 апреля 1865 года после пленения генерала Теодора Бреварда. Он сдался вместе с бригадой при Аппоматоксе.

## Послевоенная деятельность

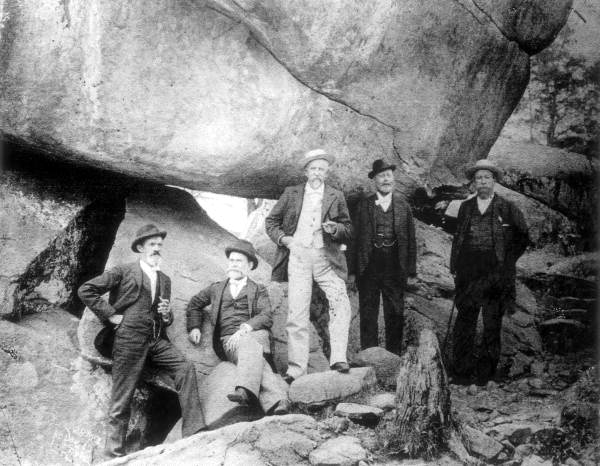
Лэнг (сидит) и члены флоридской комиссии по памятникам на геттисбергском поле боя в 1895 году.

После войны Лэнг вернулся во Флориду и стал гражданским инженером. 28 февраля 1866 года он женился на Мэри «Молли» Куарлес Кэмпбелл и стал отцом четырёх детей. Он был избран в палату представителей штата, где прослужил с 1885 по 1893 год. Восемь лет (1885—1894) он прослужил генерал-адъютантом при губернаторах Перри и Флеминге, участвовал в реорганизации и обучении ополчения штата, что впоследствии привело к появлению национальной гвардии Флориды.
В 1895 году Лэнг посетил Геттисбергское поле боя и помогал установить мемориал в честь флоридских подразделений. Позже он вернулся в политику, служил в легислатуре до 1901 года, являлся личным секретарём губернаторов Генри Митчелла и Уильяма Блоксама.
Лэнг умер в декабре 1917 года, он стал одним из последних бригадных генералов Третьего корпуса, доживших до XX века. Его похоронили на Олд-Сити-Сметери в Таллахасси.

### Статьи
- Bertram H. Groene. Civil War Letters of Colonel David Lang (англ.) // The Florida Historical Quarterly. — Florida Historical Society, 1976. — Vol. 54, iss. 3. — P. 340-366.